# Georges Marmenout
Georges Pierre Marmenout (Uitkerke, 23 maart 1924 - Blankenberge, 15 juli 1993) was een Belgisch senator.

## Levensloop
Marmenout onderwees lekenmoraal aan de rijksmiddelbare school in Blankenberge. In 1977 werd hij kabinetsmedewerker van Jef Ramaekers, minister van nationale opvoeding. 
Hij werd voor de BSP en daarna de SP gemeenteraadslid van Blankenberge in 1965 en was schepen van 1971 tot 1983 en van 1986 tot 1992.
Van maart 1983 tot oktober 1985 zetelde hij in de Senaat als rechtstreeks gekozen senator voor het arrondissement Brugge. In diezelfde periode had hij als gevolg van het toen bestaande dubbelmandaat ook zitting in de Vlaamse Raad. De Vlaamse Raad was vanaf 21 oktober 1980 de opvolger van de Cultuurraad voor de Nederlandse Cultuurgemeenschap, die op 7 december 1971 werd geïnstalleerd, en was de voorloper van het huidige Vlaams Parlement.  
Hij was federaal voorzitter van de Centrale voor Socialistisdch Cultuurbeleid.